# Pseudometopia separata
Pseudometopia separata är en insektsart som först beskrevs av Victor Antoine Signoret 1854.  Pseudometopia separata ingår i släktet Pseudometopia och familjen dvärgstritar. Inga underarter finns listade i Catalogue of Life.